# Tony Lomo
Tony Lomo (ur. 17 grudnia 1983) – salomoński judoka. Olimpijczyk z Londynu 2012, gdzie zajął dziewiąte miejsce w wadze ekstralekkiej.
Uczestnik mistrzostw świata w 2007, 2010 i 2011. Startował w Pucharze Świata w latach 2009–2012 i 2018. Srebrny medalista mistrzostw Oceanii w 2017 i brązowy w 2012 roku.

## Letnie Igrzyska Olimpijskie 2012
| Konkurencja | Eliminacje             | Eliminacje             | Klas. końcowa |
| Konkurencja | Przeciwnik I           | Przeciwnik II          | Miejsce       |
| ----------- | ---------------------- | ---------------------- | ------------- |
| -60 kg      | Neuso Sigauque (MOZ) Z | Sofiane Milous (FRA) P | 9.            |